# Lucia & The Best Boys
Lucia & The Best Boys son una banda de indie rock escocesa. Desde su formación han publicado distintos singles y EPS, y su álbum de debut Burning Castles se edita el 29 de septiembre de 2023.

## Historia
Los miembros de¡l grupo se conocieron en Glasgow mientras actuaban en otras formaciones. Originalmente, la banda se denominaba LUCIA.

## Discografía

### Álbumes
- Burning Castles (29 de septiembre de 2023)[2]

### EPs
- Best Boy (2017)[5]
- Cheap Talk (2 de noviembre de 2018)[1]
- Eternity (31 de enero de 2020)[6][7]
- The State of Things (9 de octubre de 2020)[8][9][6]

### Singles
- Melted Ice Cream (2017)[5]
- Good Girls Do Bad Things (octubre 2019)[10]
- City Of Angels (31 de enero de 2020)
- Let Go (22 de mayo de 2020)[3]
- Perfectly Untrue (septiembre 2020)[11]
- Forever Forget (enero 2021)[9]
- When You Dress Up (febrero 2023)
- So Sweet I Could Die (mayo 2023)[12]
- Burning Castles (agosto 2023)[13]